# Saint-Clément (Aisne)
Pour les articles homonymes, voir Saint-Clément.
Saint-Clément est une commune française située dans le département de l'Aisne, en région Hauts-de-France.

## Géographie

### Localisation

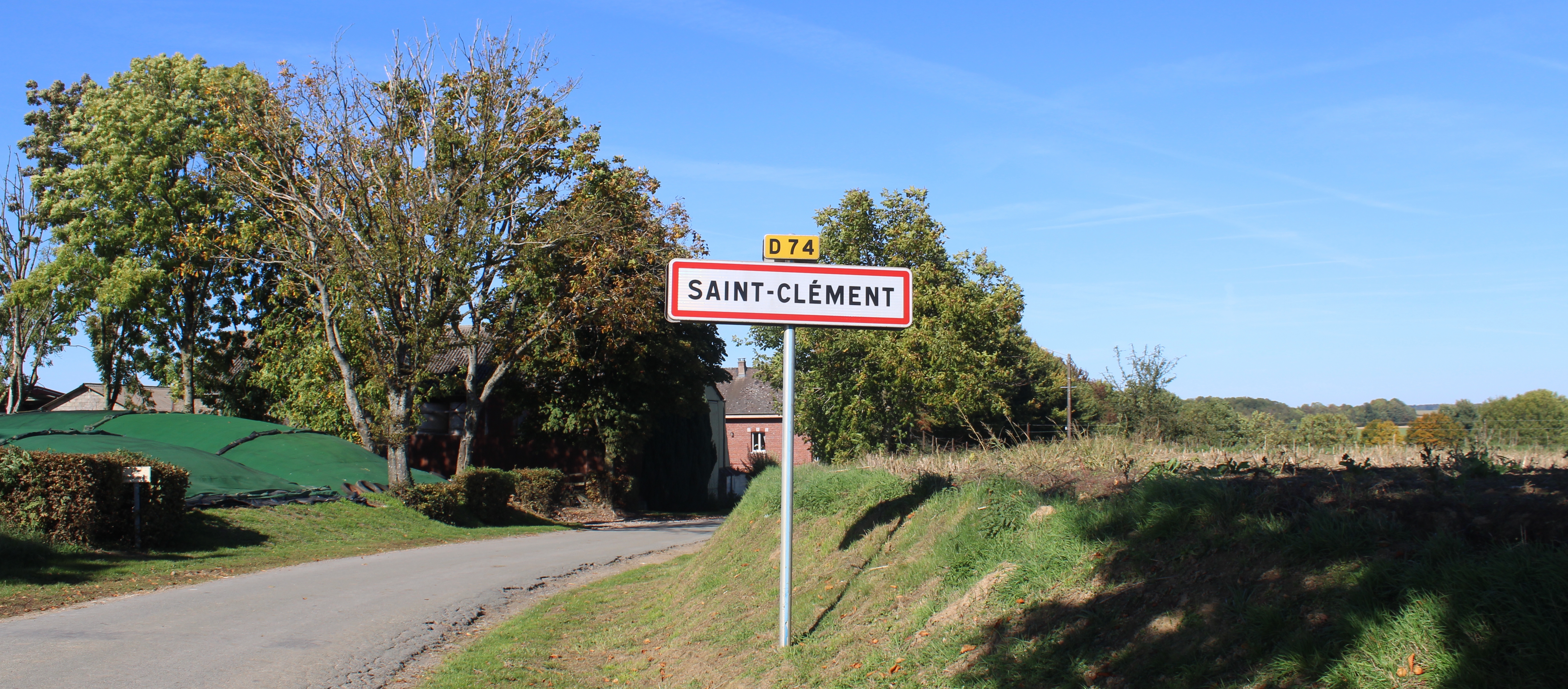
Entrée du village.

- 1Carte dynamique
- 2Carte OpenStreetMap
- 3Carte topographique
- 4Carte avec les communes environnantes

### Hydrographie
La commune est située dans le bassin Seine-Normandie. Elle est drainée par la rivière Brune, la rivière Blonde, le ruisseau de Coingt et le cours d'eau 04 de la commune de Saint-Clément,,.
La Brune, d'une longueur de 37 km, prend sa source dans la commune de Brunehamel et se jette  dans le Vilpion à Thiernu, après avoir traversé 20 communes.

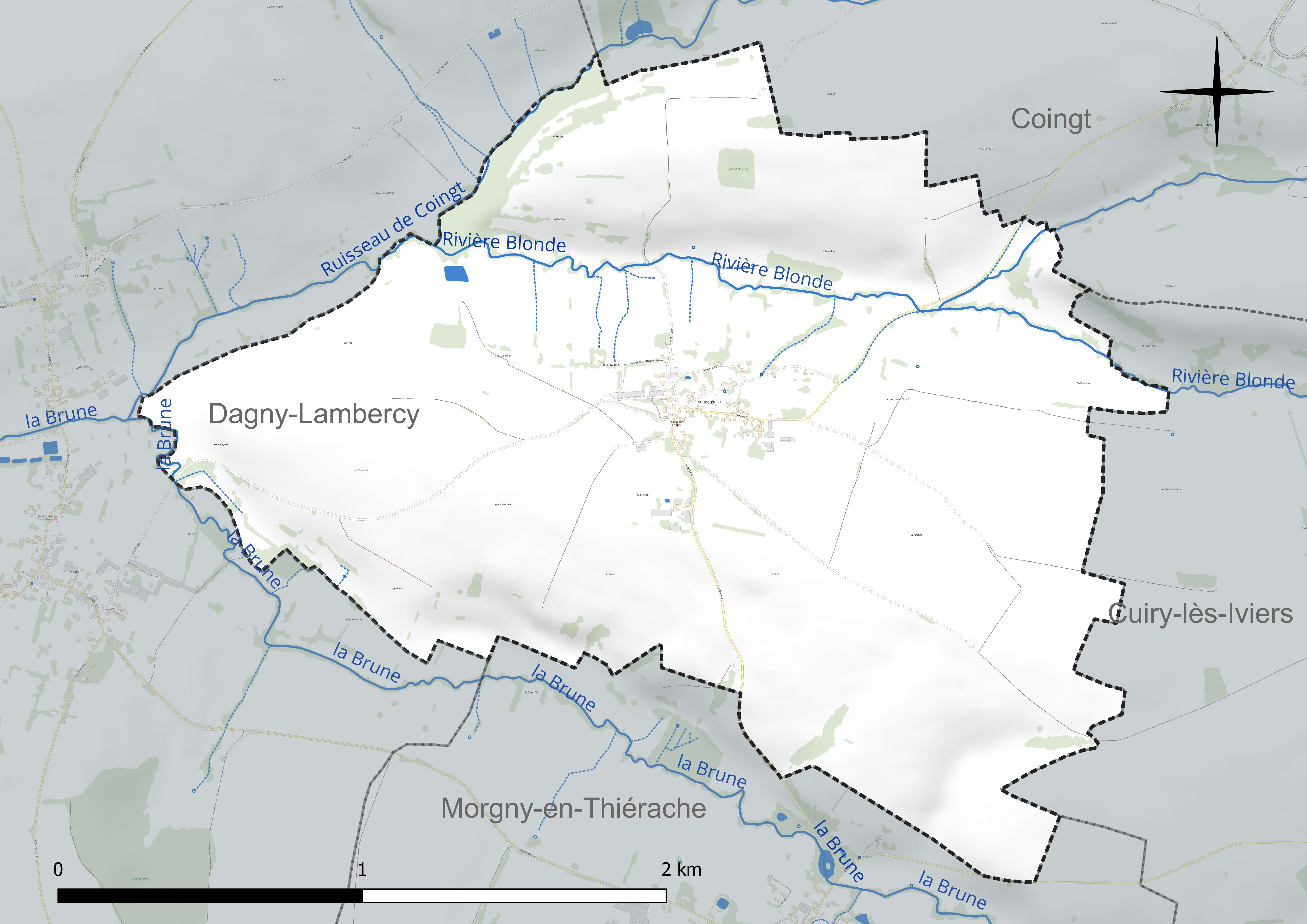
Réseau hydrographique de Saint-Clément.

### Climat
Pour des articles plus généraux, voir Climat des Hauts-de-France et Climat de l'Aisne.
En 2010, le climat de la commune est de type climat des marges montargnardes, selon une étude du CNRS s'appuyant sur une série de données couvrant la période 1971-2000. En 2020, Météo-France publie une typologie des climats de la France métropolitaine dans laquelle la commune est exposée à un climat océanique altéré et est dans la région climatique Nord-est du bassin Parisien, caractérisée par un ensoleillement médiocre, une pluviométrie moyenne régulièrement répartie au cours de l'année et un hiver froid (3 °C).
Pour la période 1971-2000, la température annuelle moyenne est de 9,8 °C, avec une amplitude thermique annuelle de 15,5 °C. Le cumul annuel moyen de précipitations est de 910 mm, avec 13,7 jours de précipitations en janvier et 9,9 jours en juillet. Pour la période 1991-2020, la température moyenne annuelle observée sur la station météorologique la plus proche, située sur la commune de Fontaine-lès-Vervins à 15 km à vol d'oiseau, est de 10,5 °C et le cumul annuel moyen de précipitations est de 826,3 mm,. Pour l'avenir, les paramètres climatiques de la commune estimés pour 2050 selon différents scénarios d'émission de gaz à effet de serre sont consultables sur un site dédié publié par Météo-France en novembre 2022.

## Urbanisme

### Typologie
Au 1er janvier 2024, Saint-Clément est catégorisée commune rurale à habitat dispersé, selon la nouvelle grille communale de densité à 7 niveaux définie par l'Insee en 2022.
Elle est située hors unité urbaine et hors attraction des villes,.

### Occupation des sols
L'occupation des sols de la commune, telle qu'elle ressort de la base de données européenne d'occupation biophysique des sols Corine Land Cover (CLC), est marquée par l'importance des territoires agricoles (94,3 % en 2018), une proportion identique à celle de 1990 (94,3 %). La répartition détaillée en 2018 est la suivante : 
terres arables (51,6 %), prairies (42,6 %), zones urbanisées (5,7 %).
L'évolution de l'occupation des sols de la commune et de ses infrastructures peut être observée sur les différentes représentations cartographiques du territoire : la carte de Cassini (XVIIIe siècle), la carte d'état-major (1820-1866) et les cartes ou photos aériennes de l'IGN pour la période actuelle (1950 à aujourd'hui).

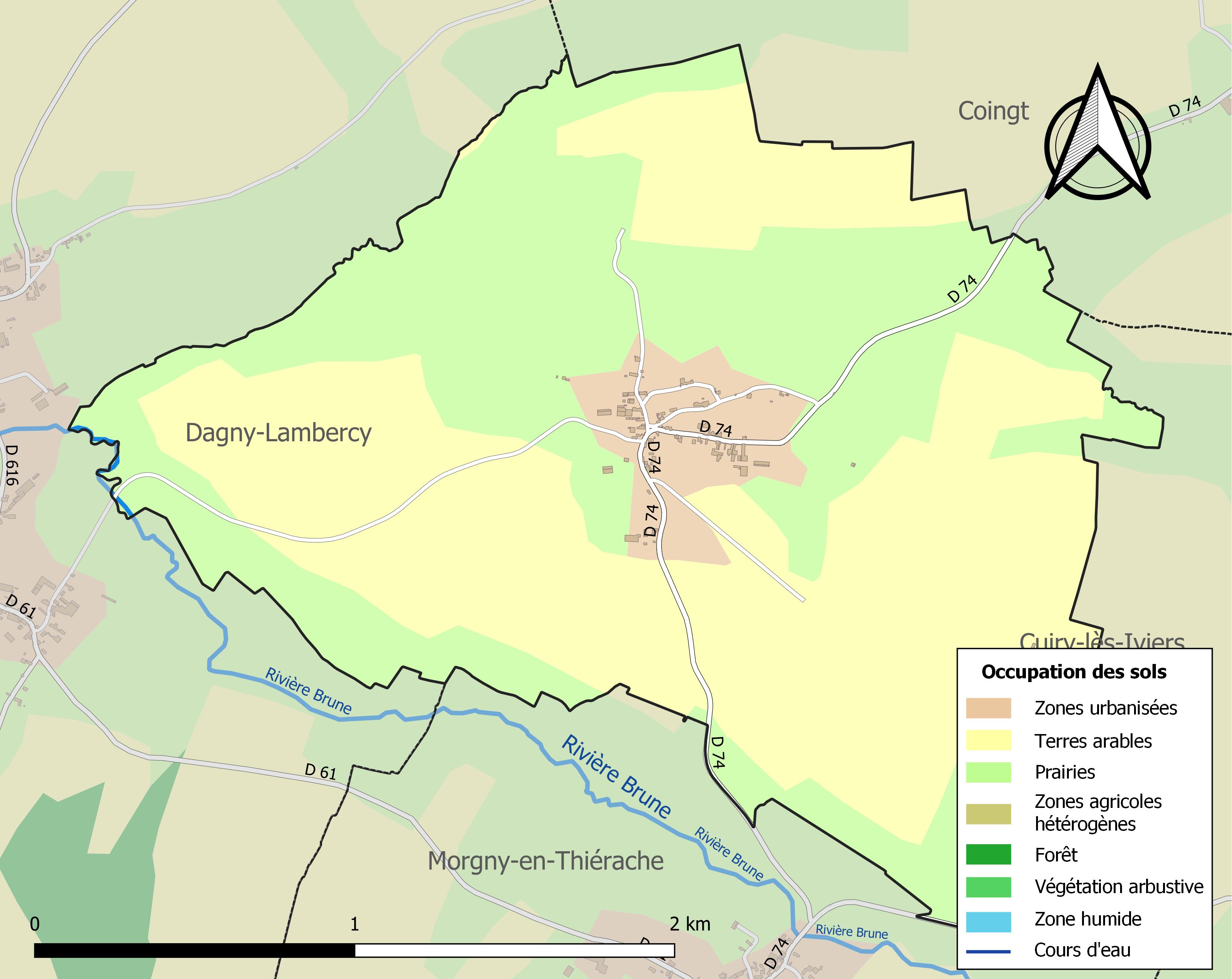
Carte de l'occupation des sols de la commune en 2018 (CLC).

## Toponymie
Le village est cité pour la première fois sous l'appellation latine de Sanctus Clemens  en 1129 dans un cartulaire de l'abbaye de Saint-Michel, puis Saint-Clémant, Sainct-Clément, et enfin  l'orthographe actuelle Saint-Clément sur la carte de Cassini vers 1750.
Saint-Clément est un hagiotoponyme qui fait référence à Clément de Rome, l'église du village lui est dédiée.

## Histoire
Carte de Cassini

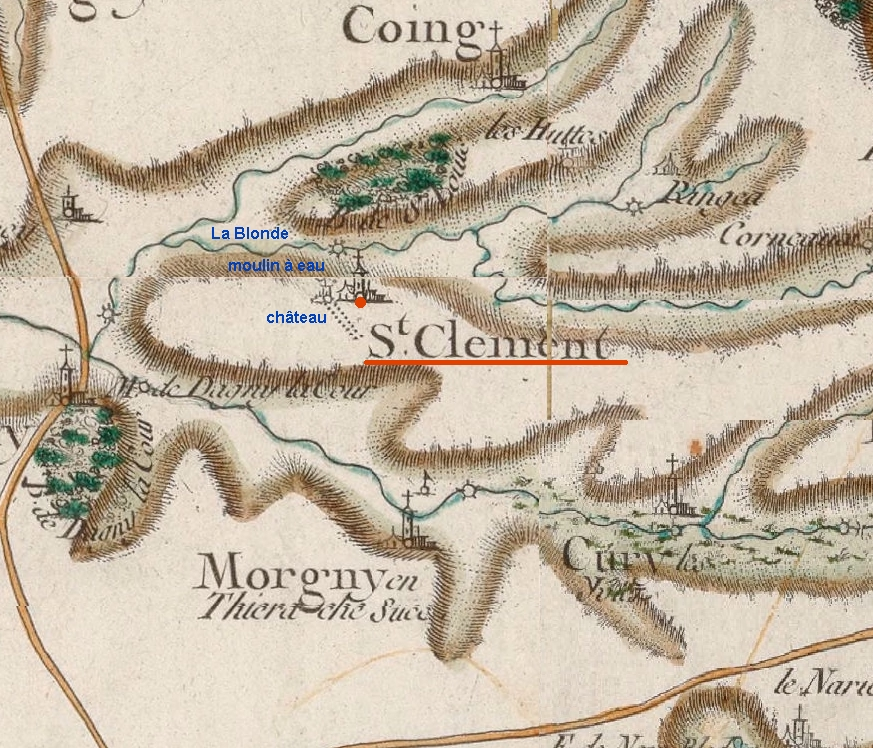
Carte de Cassini du secteur
(vers 1750).

La carte de Cassini montre qu'au XVIIIe siècle, Saint-Clément est une paroisse située sur la rive gauche de la rivière la Blonde.

Un moulin à eau symbolisé par une roue dentée, dont il ne reste aucune trace aujourd'hui,  est représenté sur la rivière.

Un château existait à l'ouest du village.
1789 Cahier de doléance
Saint-Clément 23 feux, deux députés
Paroisse de Saint Clément en Thiérache, grand bailliage de Vermandois, à Laon.
Doléances, plaintes et remontrances des habitants de la paroisse de Saint-Clément en Thiérache pour être remis par leurs députés à l'assemblée qui se tiendra à Laon le 16 mars 1789, devant Monsieur le grand Bailli d'épée du Vermandois ou son lieutenant général.
Sire
Vos fidèles sujets habitants de la paroisse de Saint Clément en Thiérache pénétrés de la plus vive reconnaissance pour les bontés paternelles que leur témoigne Votre Majesté, et pour sa tendre sollicitude à chercher les moyens les plus propres à rétablir le bon ordre dans ses finances et à assurer la félicité publique par le concours de tous les sujets de son obéissance en les appelant, comme un bon père fait à ses enfants, pour lui proposer leurs vues, relativement à la réforme des abus en tout genre, aux remèdes qu'ils croiront les plus efficaces pour guérir les maux de l'état, et établir un ordre constant et invariable dans toutes les parties du gouvernement qui intéressent leur bonheur et la prospérité de son royaume, supplient Votre Majesté de recevoir de nouveau, ses sentiments de fidélité, d'amour, de soumission et d'attachement qu'ils ont toujours eu pour votre personne sacrée et pour ses rois vos auguste prédécesseurs, et déposent avec confiance au pied du trône de Votre Majesté les plaintes doléances et remontrances que la tendresse pour ses peuples leur a permis de faire pour le redressement des abus en tout genre, et pour rendre à la nation française, la gloire, sa splendeur et l'énergie dont elle a joui dans les beaux jours de la monarchie.
1 Reconnaissant sa dette de l'état comme celle de la nation
2 Ils désirent que pour l'éteindre on n'emploie que le crédit de sa nation, et qu'on fasse choix des impôts les moins onéreux dans leur perception
3 Que les trois ordres dictent la loi qui commandera à tous sans distinction ni privilèges
4 Qu'on propose des impôts dont la répartition se fasse plus également que ceux qui existent
5 Que l'emploi et le produit des impôts soit connu de tous
6 Que la levée des impôts consentis soit limitée
7 Demandent avec instance, l'anéantissement de la taille d'industrie pour les manouvriers, comme l'impôt du  sang
8 Que les corvées soient payées par tous comme profitant à tous, et que les maîtres des postes soient chargés chacun en droit soit de l'inspection des grandes routes
9 Que les chemins de communications de village à village soient mis en tenus en bon état et que les municipalités soient chargés de faire faire ce travail
10 Les suppliants désirent encore un nouveau tarif clair et précis relatif aux intérêts du commerce nationale, et capable de faire pencher la balance en faveur de la nation
11 Que les barrières soient reculées, afin que la nation ne soit plus étrangère à elle-même
12 Que la vente du sel soit volontaire et au poids, calculer le prix de façon que de provinces à provinces, il n'y ait pas d'appât pour la contrebande
13 A l'extrême frontière que les choses soient réglées de manière que les étrangers soient nos tributaires
14 Qu'il soit fait une perception unique sur la vente et revente des vins
15 L'extinction des mots barbares de gros, jauge courtage courtiers, jaugeurs inspecteurs aux boissons, et droits de rivières droit d'arrivée octrois, entrées, droits réservés et droits d'abats, inspecteurs aux boucheries marques de cuirs
16 Demandent la suppression de ce dernier droit comme destructif de l'industrie nationale et de manufacture en ce genre dont l'étranger profite en enlevant les matières premières
17 La reformation du tarif de contrôle en désirant un nouveau clair précis uniforme pour assurer la dette des actes et non pour vexer
18 Vérification des actes d'après un règlement par bailliage chargés de sa manutention
19 Demandent une cour souveraine dans chaque province qu'il soit réglé un temps d'étude de travail d'exercice de la profession d'avocats pour pouvoir devenir magistrats
20 Que tous les bailliages soient créés avec ressort d'environ deux cent paroisses
21 Qu'on forme leur arrondissement nonobstant la diversité des coutumes pour le plus grand avantage du peuple
22 Qu'on crée dans les campagnes des prévôtés de vingt et trente villages, qu'on réduise le nombre de notaires et qu'on leur forme des arrondissements
23 Qu'on réduise de même les huissiers, supprimer les huissiers priseurs qui sont pour le peuple un nouveau genre de vexations
24 Demandent une administration de la justice plus prompt et moins ruineuse et que les charges de judicatures ne soient plus vénales.
25 Qu'il soit fait un nouveau règlement des frais de justice non général mais relatif à chaque bailliage et à la localité
26 Que la justice soit exercée par la municipalité des lieux, au défaut des procureurs fiscaux qui souvent n'y résidant point occasionnent une espèce d'anarchie par leur négligence et par leur mollesse, parce que n'ayant point été témoin oculaires des faits, ils en sont moins touchés, ce qui porte souvent le trouble dans la paroisse, et nuit toujours beaucoup à la société en troublant l'ordre
27 Que les impositions soient réparties sur les biens quelconque parce qu'il arrive souvent que les nobles ou privilégiés achètent une portion considérable de biens d'une paroisse sans que cette paroisse soit déchargée des impositions à raison de la perte qu'il fait
28 Que la taille soit payée dans la paroisse sur le terroir de laquelle sont situées les biens
29 Que les dîmes soient perçues par les seuls décimateurs des paroisses chacun sur leur terroir, sans que les décimateurs voisins puissent venir les partager, sous prétexte spéciaux mais intolérable et abusif que ce sont leurs habitations qui sont cultivés et qu'en conséquence, que ce qu'on appelle droit de suites soit aboli et proscrit comme source éternelle de procès entre les décimateurs voisins de gêne et de perte pour les propriétaires de biens qui sont obligés d'attendre pour enlever leurs grains, que tous les décimateurs aient perçus leurs droits ce qui tourne au détriment du terroir, parce que les décimateurs étrangers privent les habitants de la paroisse de ressources qu'ils auraient chez leurs décimateurs pour nourrir les bestiaux, faire des engrais qui retourneraient sur leurs terres, et mettent par là des entraves à leur industrie et à la minoration (?) de terres
30 Que pour le gouvernement du Soissonnais, il soit accordé des états sur la forme de ceux du Dauphiné
31 Qu'on s'occupe des moyens de remédier à la mendicité
32 Que la vie des citoyens étant précieuse à l'état il soit nécessaire que dans chaque province il y ait une école pour la chirurgie, et qu'il y ait un dépôt de pharmacie générale ou les chirurgiens de campagne et apothicaires des villes soient obligés de prendre leurs drogues de la bonté des quels , on serait plus assuré, et que personne ne puisse exercer la profession de chirurgien dans les campagnes sans avoir fait son cours d'étude et sans s'être fait recevoir dans l'école de la province et être munis de lettres de capacité pour pouvoir exercer la profession
33 Que tous les religieux rentiers deviennent utiles à l'état
34 Qu'il y ait des lois somptuaires à l'exemple des romains parce que le luxe dont on a défendu la cause étant la richesse de l'état, ne peut tourner qu'au profit d'un certain nombre de citoyens qui pourraient employer leur industrie à des choses plus utiles et moins ruineuse, qu'il y ait de la distinction entre les classes des citoyens dont la vanité de plusieurs en entraîne la ruine et qui en enrichissant le particulier ruine les campagnes et occasionne les dérèglements, la dépravation des mœurs, et l'insubordination
35 Que toutes les paroisses où il y a église soient pourvues d'un pasteur à raison des inconvénients qui arrivent journellement relativement à l'administration des sacrements
36 Que les fêtes de paroisse, dite baladoires se fassent toutes le même jour, parce qu'arrivant à tenu différent, elles sont une source de désordres, de dépense et de perte de temps, la plupart tombant dans les tenus les plus précieux, comme ceux des moissons
37 Que les colombiers qui se multiplient journellement sur tout le Thiérache soient fermés dans le temps des semailles et des moissons à cause du tort considérable que les pigeons font aux grains, et le préjudice qu'ils causent aux propriétaires des fonds
Telles sont Sire les doléances, plaintes et remontrances que vos fidèles sujets de la paroisse de Saint-Clément en Thiérache soussignés ont chargé les députés de nommer aux procès verbal de leur assemblée qui s'y tiendra par devant Monsieur le grand Bailli d'épée du Vermandois ou son lieutenant général et de là pour être déposé par les députés du tiers état du bailliage aux états généraux dans le sein paternel de Votre Majesté et telles sont les demandes qu'ils ont cru devoir faire pour la gloire de leur souverain et le bonheur de son peuple
Signé
Paquet greffier
Leriche, syndic
Charles Fleury, municipal
Lefebvre, municipal
Pierre Poisson
François Bertand
Charles Blatié

## Politique et administration

### Découpage territorial
La commune de Saint-Clément est membre de la communauté de communes des Trois Rivières, un établissement public de coopération intercommunale (EPCI) à fiscalité propre créé le 29 décembre 1995 dont le siège est à Buire. Ce dernier est par ailleurs membre d'autres groupements intercommunaux.
Sur le plan administratif, elle est rattachée à l'arrondissement de Vervins, au département de l'Aisne et à la région Hauts-de-France. Sur le plan électoral, elle dépend du  canton d'Hirson pour l'élection des conseillers départementaux, depuis le redécoupage cantonal de 2014 entré en vigueur en 2015, et de la troisième circonscription de l'Aisne  pour les élections législatives, depuis le dernier découpage électoral de 2010.

### Administration municipale
Le nombre d'habitants de la commune étant inférieur à 100, le nombre de membres du conseil municipal est de 7.

#### Liste des maires
| Période                                  | Période                       | Identité      | Étiquette | Qualité                                    |
| ---------------------------------------- | ----------------------------- | ------------- | --------- | ------------------------------------------ |
| Les données manquantes sont à compléter. |                               |               |           |                                            |
| mars 2001                                | mars 2008                     | Maurice Heyse |           |                                            |
| mars 2008                                | En cours (au 11 juillet 2020) | Mathieu Canon | DVD       | Agriculteur Réélu pour le mandat 2020-2026 |

## Démographie
L'évolution du nombre d'habitants est connue à travers les recensements de la population effectués dans la commune depuis 1793. Pour les communes de moins de 10 000 habitants, une enquête de recensement portant sur toute la population est réalisée tous les cinq ans, les populations de référence des années intermédiaires étant quant à elles estimées par interpolation ou extrapolation. Pour la commune, le premier recensement exhaustif entrant dans le cadre du nouveau dispositif a été réalisé en 2008.

En 2022, la commune comptait 47 habitants, en évolution de −9,62 % par rapport à 2016 (Aisne : −1,97 %, France hors Mayotte : +2,11 %).
| 1793 | 1800 | 1806 | 1821 | 1831 | 1836 | 1841 | 1846 | 1851 |
| ---- | ---- | ---- | ---- | ---- | ---- | ---- | ---- | ---- |
| 157  | 164  | 169  | 165  | 196  | 204  | 195  | 191  | 172  |

| 1856 | 1861 | 1866 | 1872 | 1876 | 1881 | 1886 | 1891 | 1896 |
| ---- | ---- | ---- | ---- | ---- | ---- | ---- | ---- | ---- |
| 170  | 170  | 164  | 169  | 157  | 148  | 136  | 149  | 130  |

| 1901 | 1906 | 1911 | 1921 | 1926 | 1931 | 1936 | 1946 | 1954 |
| ---- | ---- | ---- | ---- | ---- | ---- | ---- | ---- | ---- |
| 141  | 134  | 125  | 117  | 126  | 127  | 99   | 134  | 139  |

| 1962 | 1968 | 1975 | 1982 | 1990 | 1999 | 2006 | 2008 | 2013 |
| ---- | ---- | ---- | ---- | ---- | ---- | ---- | ---- | ---- |
| 96   | 80   | 66   | 71   | 69   | 59   | 54   | 53   | 54   |

| 2018 | 2022 | - | - | - | - | - | - | - |
| ---- | ---- | - | - | - | - | - | - | - |
| 48   | 47   | - | - | - | - | - | - | - |

## Lieux et monuments
- Église Saint-Clément, fortifiée, XIIIe siècle. Sur la façade au-dessus du portail « pierre posée par messire I.B.de la Fontaine seigneur de ce lieu » 27 octobre 1738.
- Petit patrimoine religieux : oratoire, calvaire.
- Petit patrimoine civil : lavoir.

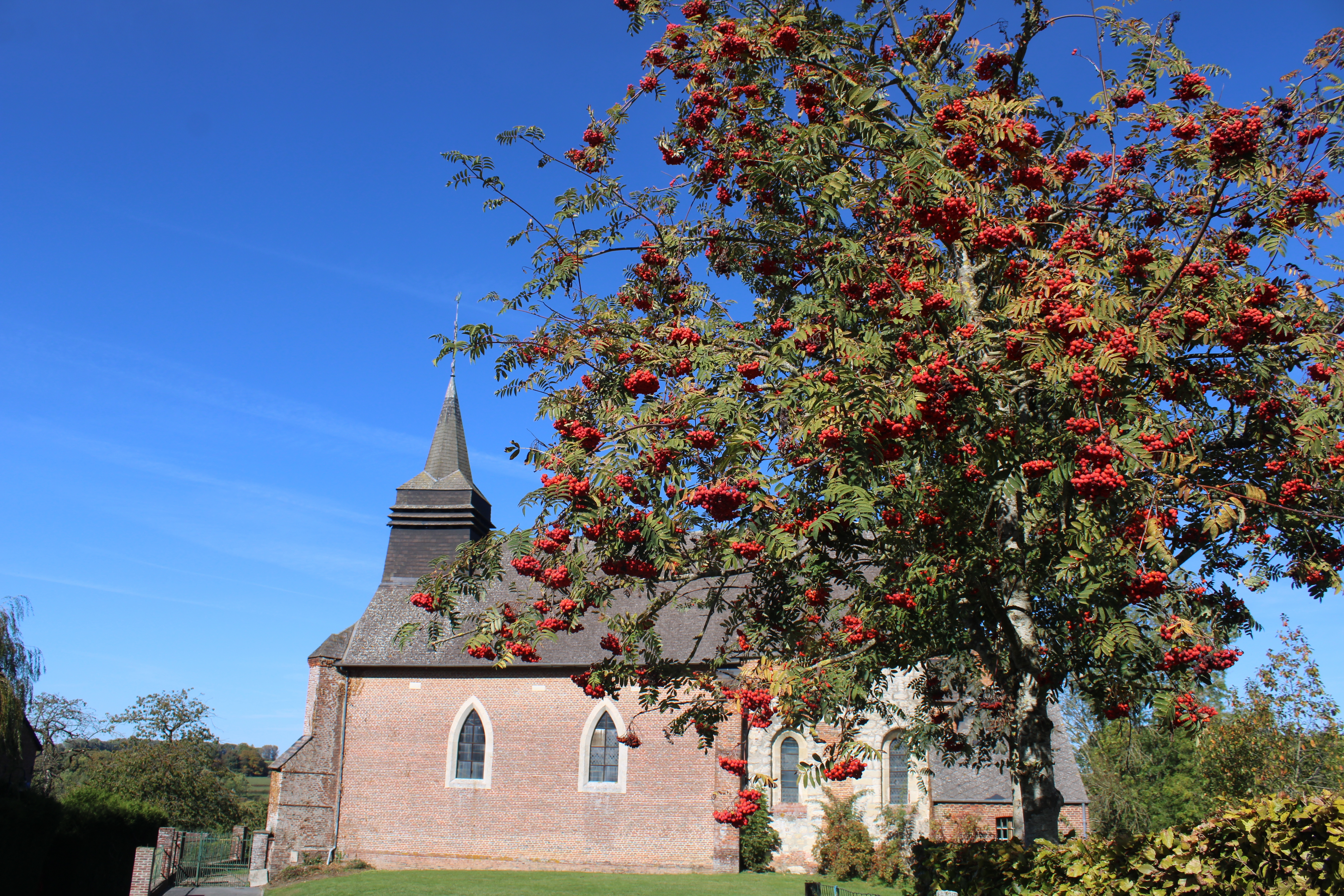
Église.
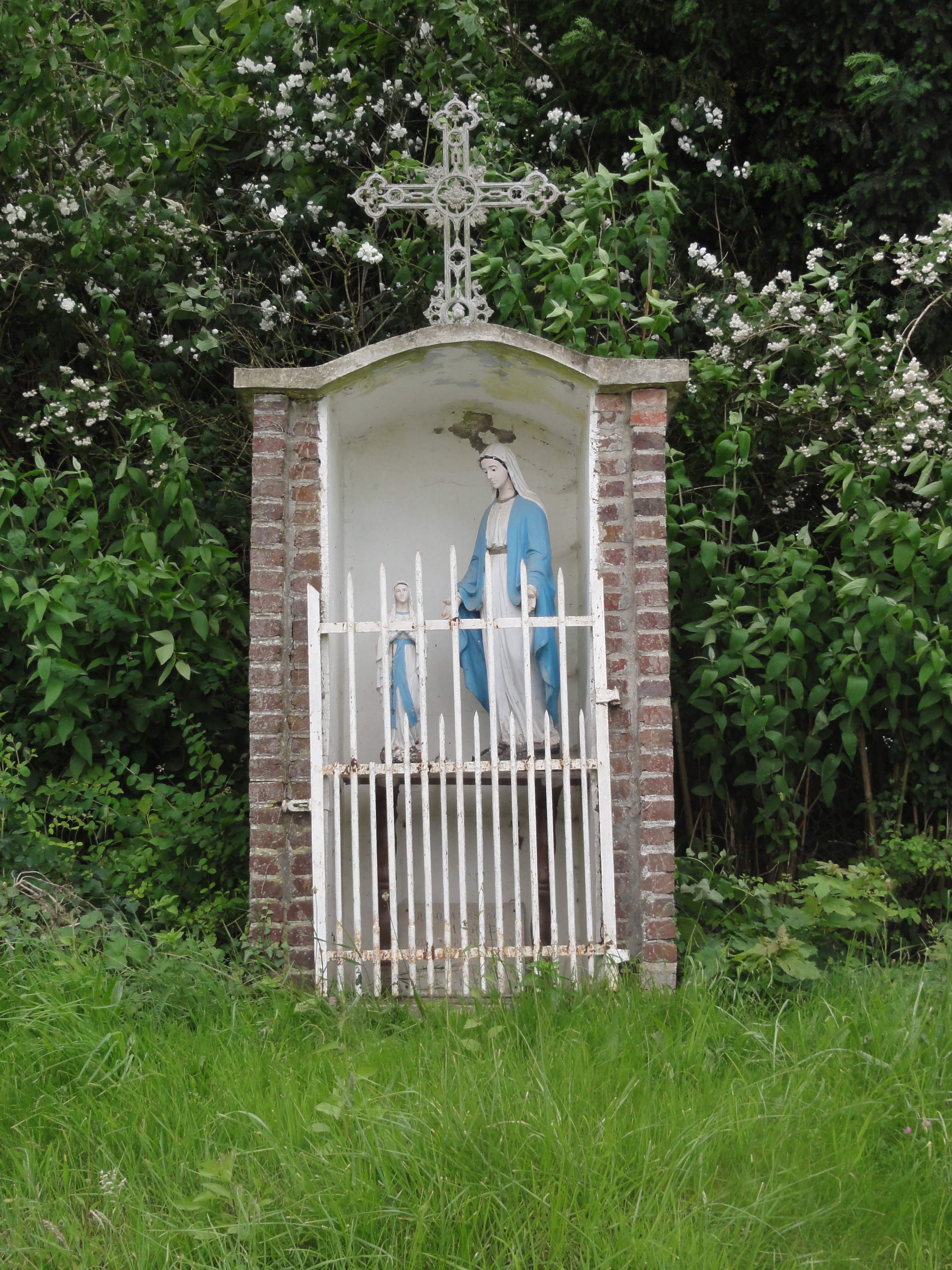
Oratoire.
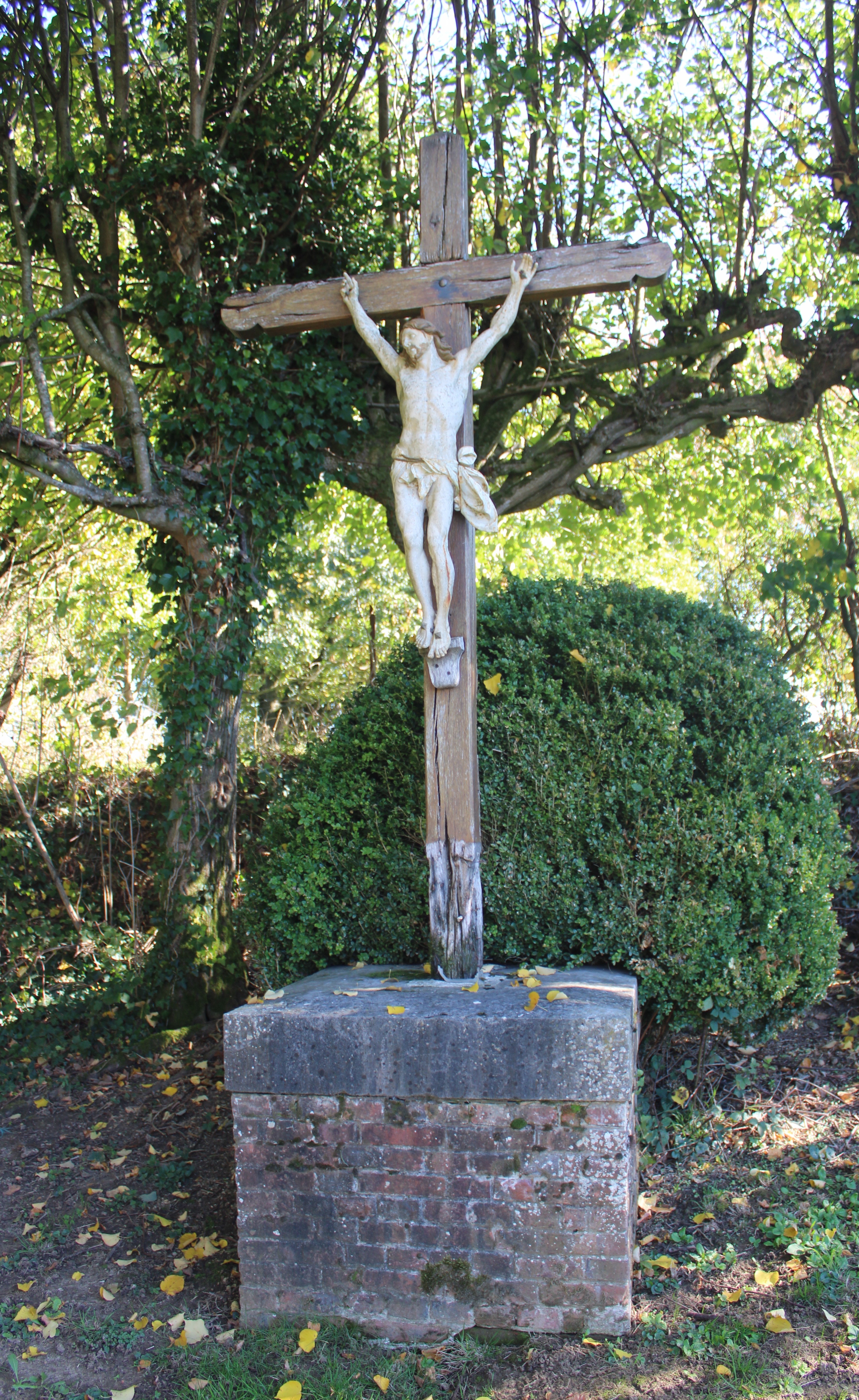
Calvaire.
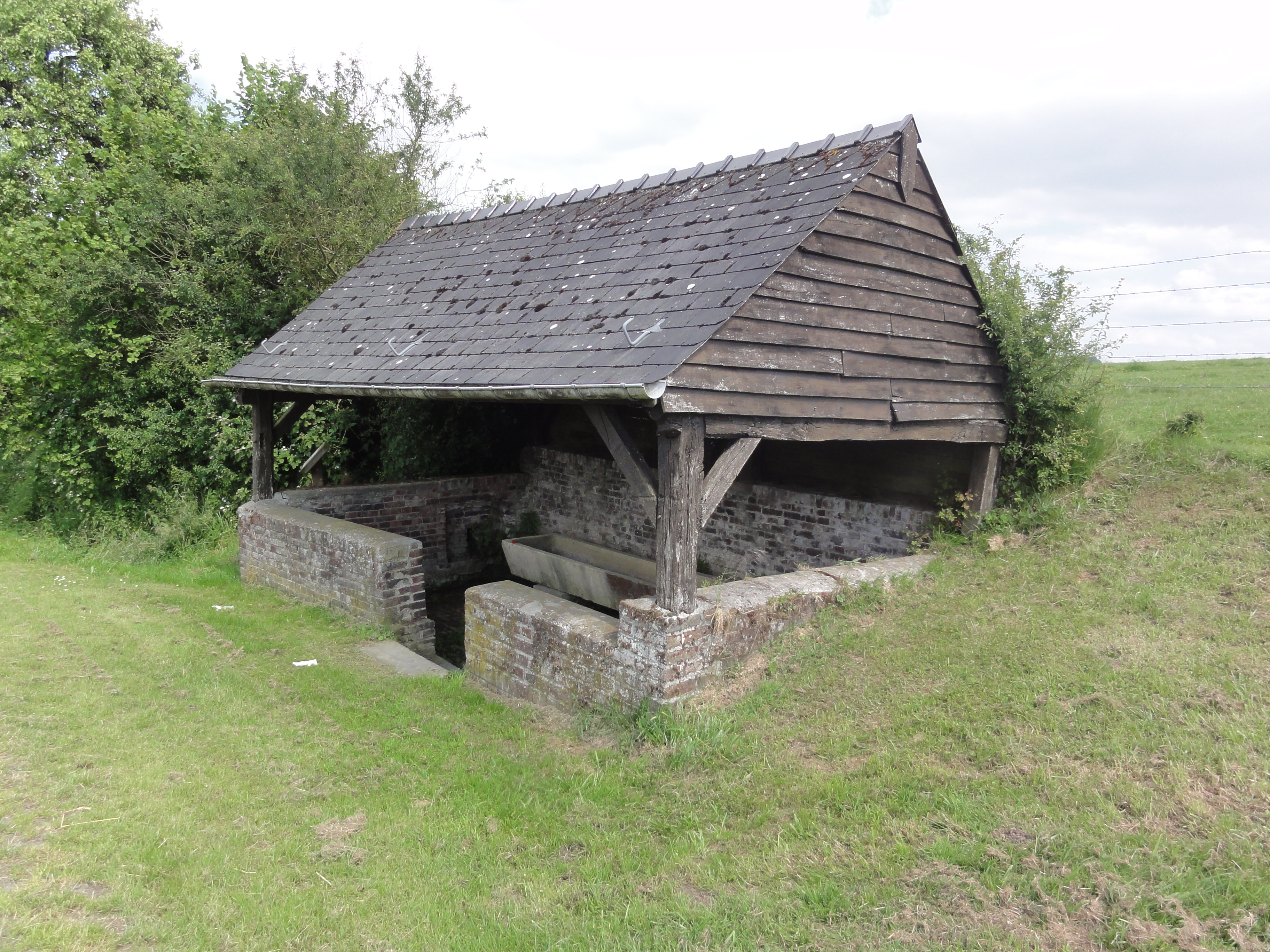
Lavoir.

## Personnalités liées à la commune
Famille Hardy (de) seigneur de Saint-Clément, d'Ognies.
Louis de Roncin (Ronsin) écuyer, seigneur
```
de Saint-Clément en partie, mort le 
13 juin 1679
 à Saint-Clément ; épouse Isabelle d'Escannevelle dont un fils :
```

Charles-Louis de Roncin qui épouse Anne Boudinot ; sans descendance.
Famille La Fontaine (de) seigneur de Saint-Clément, Neuvizy, Livergny, Lislet

Gilles de La Fontaine mort en 1629 épouse Marguerite de Monvoiset dont :

Claude de la Fontaine épouse Catherine de Fermont fille de Claude de Fermont seigneur de Selles, Saucy, Saint Morel et Françoise de Tige dont :

Gabriel de la Fontaine mort le 5 mars 1728 à l'âge de quatre-vingt ans au château de Saint-Clément et inhumé dans l'église épouse Jeanne Catherine de Vignolles dont :
- Madeleine épouse à Saint-Clément le 28 août 1726 à l'âge de quarante ans François du Testu (fils de Charles, seigneur de Cuiry et dame Catherine de Hangest) ;
- Henriette, sans descendance, morte et inhumée dans l'église à Lislet le 4 septembre 1767 à l'âge de 76 ans ;
- Marie Françoise morte à Saint-Clément le 1er août 1764 à l'âge de 73 ans et inhumée dans l'église. Elle avait épousé messire Guillaume Gabriel de Hardy d'Ognies dont Jean-Baptiste de Hardy, Marie-Françoise morte à Saint-Clément le 18 ventôse (8 mars) 1797, Jean-François mort à Saint-Clément en 1799 né en 1729, il avait une sœur jumelle Charlotte Françoise ;
- Jean Gabriel seigneur de Lislet mort en 1740 épouse Charlotte de La Simonne de Saint-Pierre-lès-Franqueville.

Gabriel de la Fontaine eut pour seconde épouse Anne Boudinot veuve de Charles-Louis de Ronsin dont :
- Robert, Lieutenant pour le Roy de la ville et citadelle de Laon, porte étendard des deux cents chevau-légers de la garde du Roy, épouse à Saint-Clément le 7 février 1728 à l'âge de trente et un an, Louise Marthe de Caruel née à Hirson en 1706 fille de François Armand, seigneur de Magny et d'Annois, capitaine Gruyer de la ville et citadelle de Hirson et Marie Jeanne du Fresne. Il meurt en 1740. Dont Jean-Gabriel, seigneur de Saint-Clément, l'un des deux cents chevau-légers de la garde ordinaire du Roy, qui épouse le 29 juillet 1760 à Presles Marie-Louise Frotté de Lignières d'Offémont, fille de Charles Louis Frotté de Lignières vicomte d'Offémont et de Jeanne Elisabeth de Bayard[27] dont deux filles Marie Jeanne Elisabeth née à Presles en 1761 et Louise Henriette née à Presles en 1762, elles seront toutes deux demoiselles de Saint Cyr. Un fils Jean Gabriel Mery né en 1767.
- Jean-Baptiste né en 1703, qui posera la pierre du portail, sur laquelle on voit encore son nom gravé, de l'église de Saint-Clément en 1738 épouse en 1743 Catherine Gaudefroy.Il meurt à Aubenton le 19 juin 1756 où il est inhumé dans l'église Notre-Dame. Dont Henriette Bonaventure et Julien-Henri qui épouse Jeanne Louise Daudigny dont Alexandre Henri Louis né et baptisé  à Saint-Clément le 14 octobre 1770.

référence, :